# Ascraeus Mons

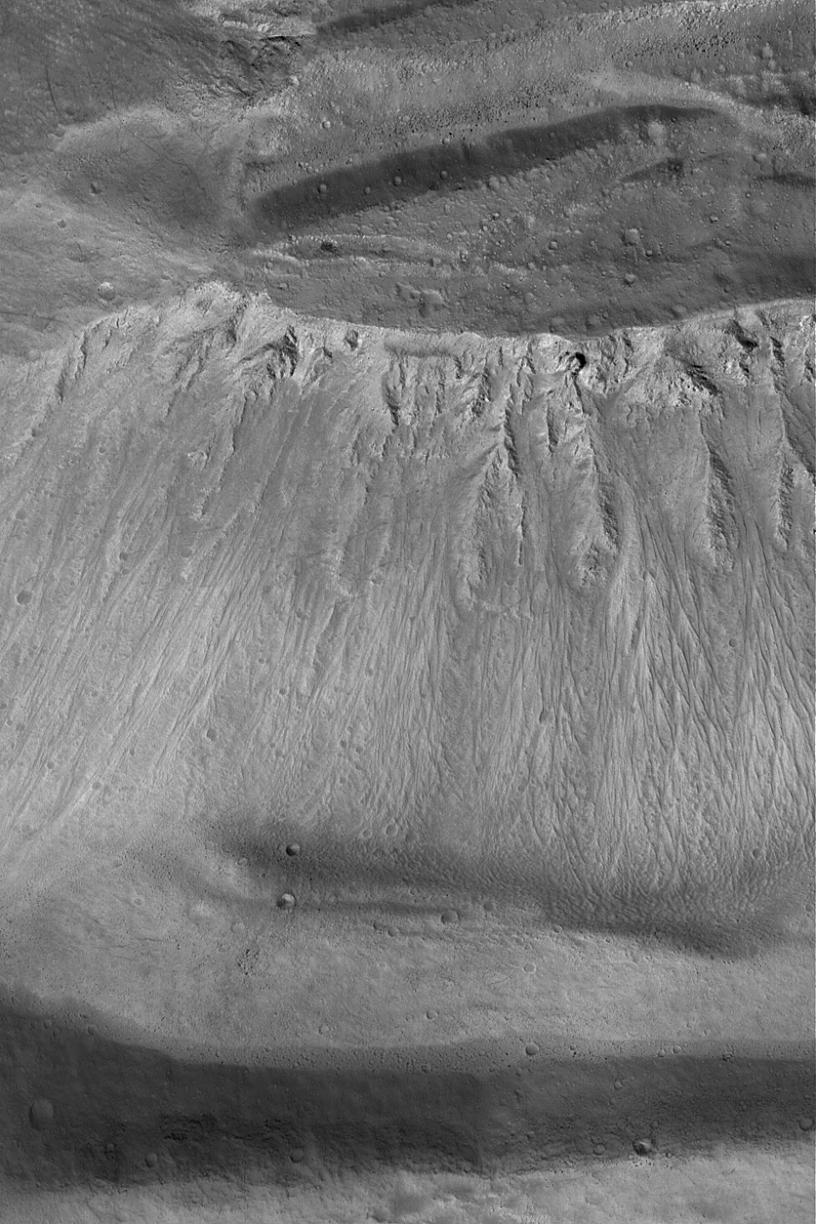
Image Credit: NASA/JPL/Malin Space Science Systems

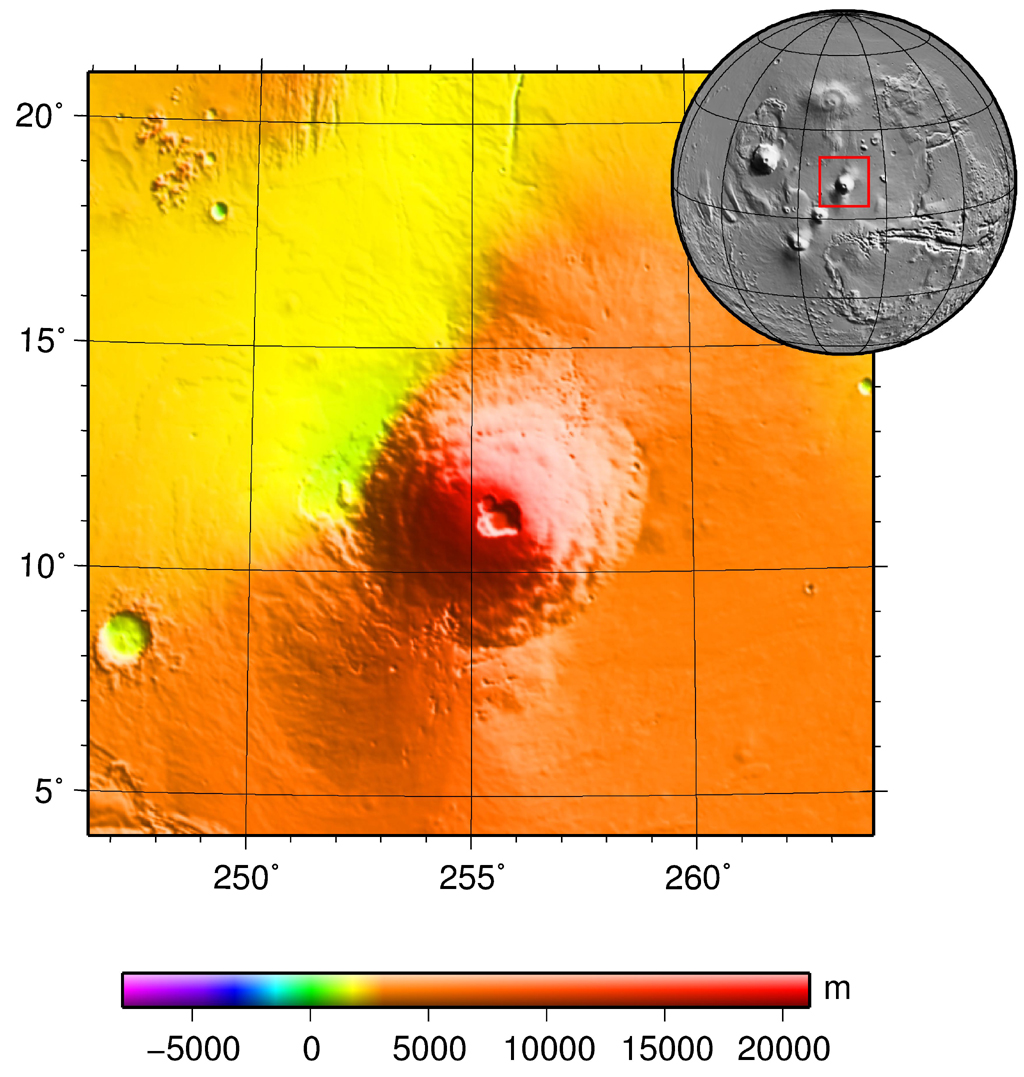
Topografia do Ascraeus Mons e sues vizinhos

Ascraeus Mons é o vulcão mais setentrional de um grupo de três conhecido como Tharsis Montes na região montanhosa de Tharsis próxima oa equador do planeta Marte. Ao seu sul fica o Pavonis Mons, e ao sul deste o Arsia Mons. O maior vulcão do sistema solar, o Olympus Mons, fica a noroeste.
O Ascraeus Mons é considerado um dos vulcões mais altos de Marte. Seu cume fica a 18 km do datum marciano sendo a pressão atmosférica nesse ponto menor que 0.8 mbar (80 Pa). Possui 460 km de diâmetro , tendo sido formado por fluxos de lava relativamente recentes. [carece de fontes?].